# Kõpu poolsaar

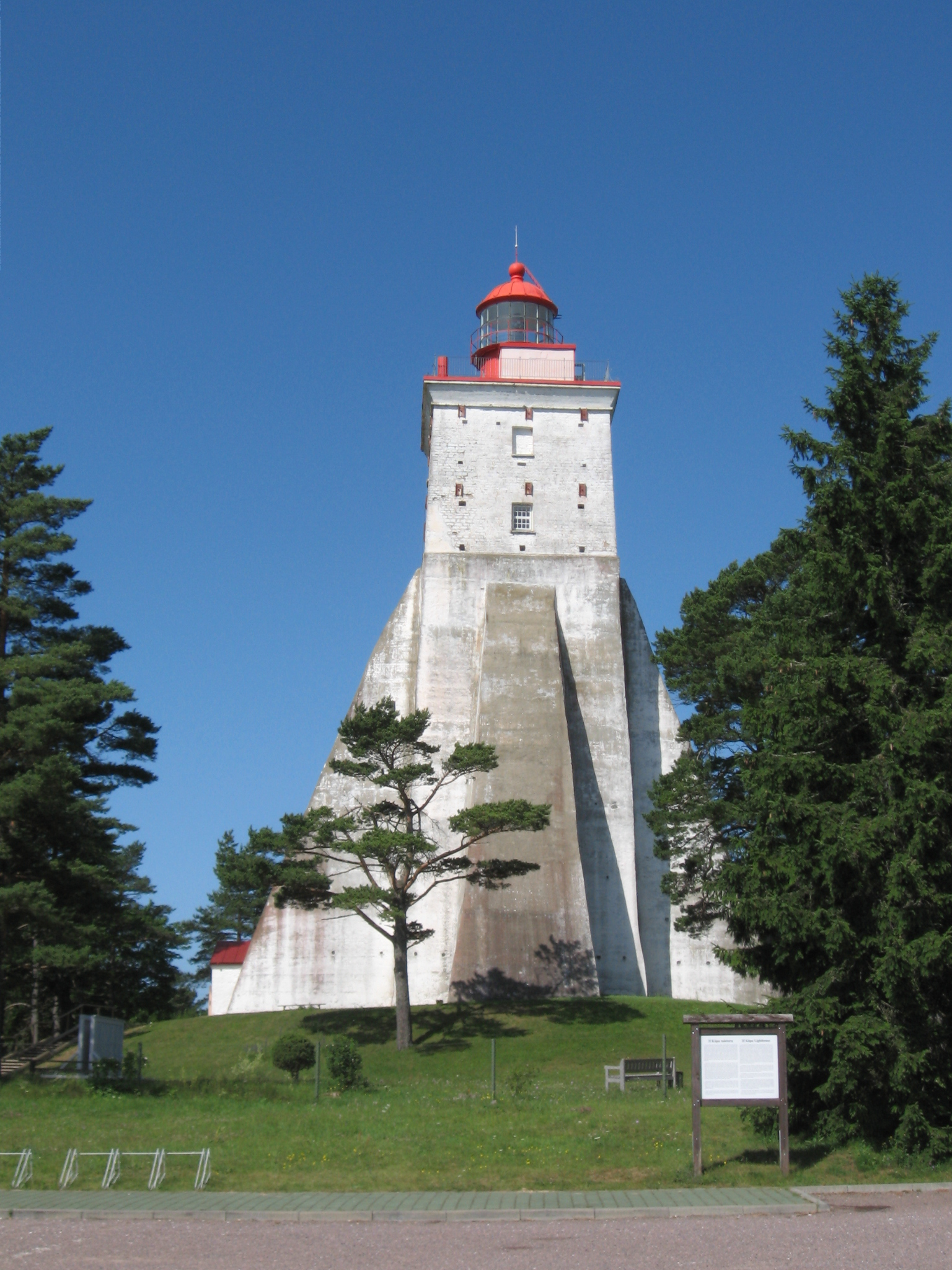
Kõpu fyr

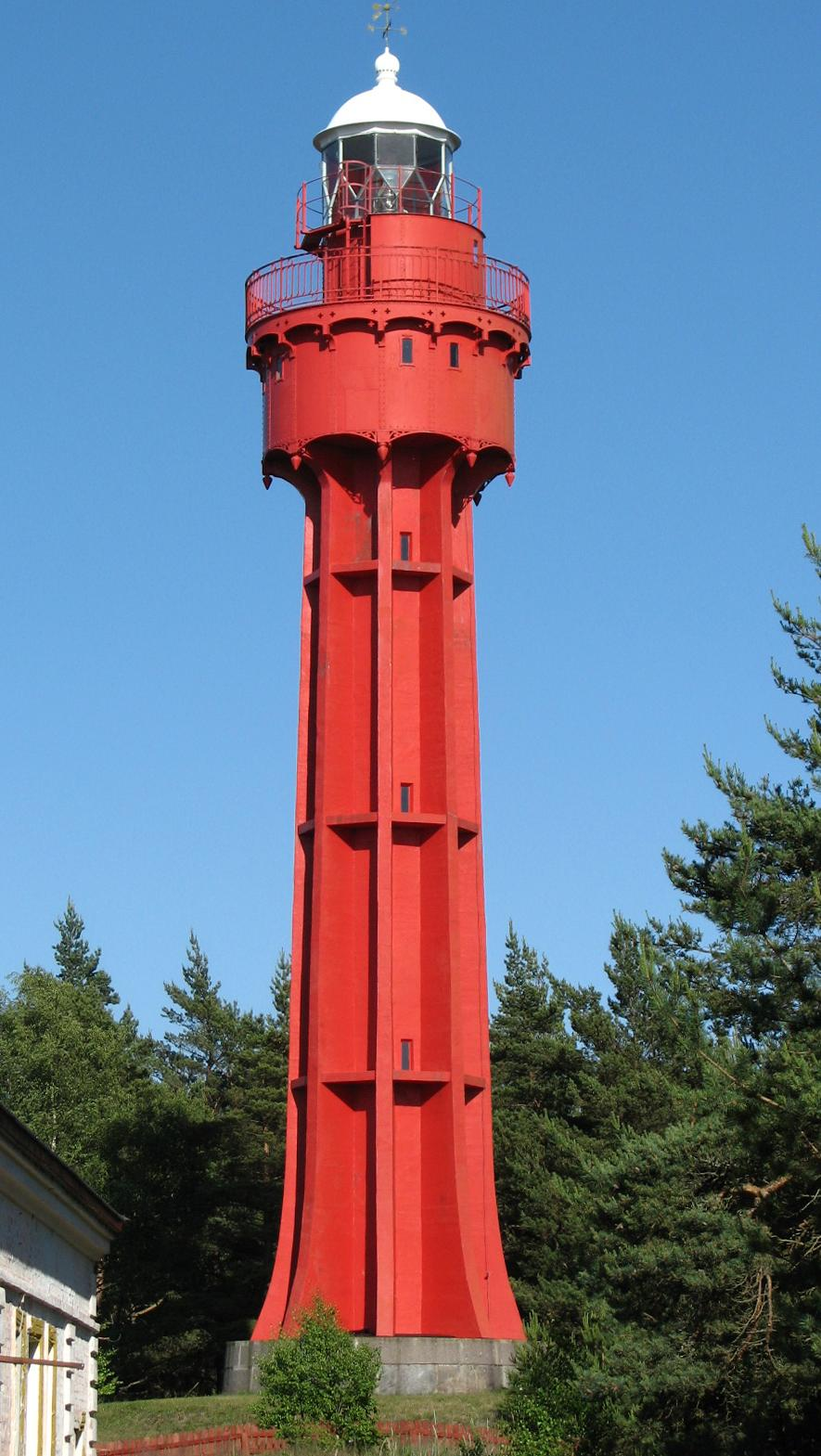
Ristna fyr

Kõpu poolsaar (även Dagerorthalvön) är en halvö på Dagö i västra Estland. Den ligger i Dagö kommun i landskapet Hiiumaa (Dagö), 160 km väster om huvudstaden Tallinn. Kõpu poolsaar utgör Dagös västliga arm ut i Östersjön. Ibland benämns halvön Dagerort, denna term avser dock vanligen den yttersta delen av halvön (estniska: Ristna). Centralt på halvön ligger Tornimägi (68 m ö.h.) som är Dagös högsta berg. På Tornimägi står sedan 1531 Kõpu fyr. Den andra fyren, Ristna fyr, står längst ut i väster på Dagerort.
Kõpu poolsaar är 21 km lång i väst-östlig riktning och 7 km bred i nord-sydlig riktning. Den nordligaste udden heter Palli nina och öster om den breder bukten Luidja laht ut sig. Utmed halvöns långa sydliga kust ligger bukten Kaleste laht, udden Suureranna neem och öster om den bukten Mardihansu laht (även kallad Hundsvik på svenska). 